# Округ Ласен (Калифорнија)
Ласен (енгл. Lassen County) је округ у америчкој савезној држави Калифорнија.

## Демографија
По попису из 2010. године број становника је 34.895, што је 1.067 (3,2%) становника више него 2000. године.
| Група             | 2000.          | 2010.          |
| Белци             | 23.893 (70,6%) | 23.270 (66,7%) |
| Афроамериканци    | 2.992 (8,8%)   | 2.834 (8,1%)   |
| Азијати           | 249 (0,7%)     | 356 (1,0%)     |
| Хиспаноамериканци | 4.681 (13,8%)  | 6.117 (17,5%)  |
| Укупно            | 33.828         | 34.895         |